# Емілія Лепіда Молодша
Емілія Лепіда Молодша (*Aemilia Lepida, прибл. 13 до н. е. —20) — римська матрона часів ранньої Римської імперії.

## Життєпис
Походила з патриціанського роду Еміліїв. Донька Квінта Емілія Лепіда, сина триумвіра Марка Емілія Лепіда, і Корнелії. У дитинстві була заручена з Луцієм Цезарем, онуком імператора Августа, але шлюб не відбувся через смерть нареченого у 2 році н. е.
У 4 році стала дружиною Публія Сульпіція Квірінія, консула 12 року до н. е. У 18 році він оголосив їй розлучення. Вдруге Лепіда стала дружиною Мамерка Емілія Скавра, консула-суфекта 21 року н. е. Мала від нього доньку. Цей шлюб теж незабаром закінчився розлученням.
У 20 році Квіріній звинуватив Лепіду в тому, що вона шахрайським чином стверджувала, ніби народила від нього сина, а також у перелюбстві, чаклунстві і спробі отруєння. Лепіду захищав її брат Маній. Її доля викликала в суспільстві великий жаль, попри її непристойний спосіб життя. Імператор Тіберій підтримував обвинувачення. Лепіда була визнана винною і присуджена до позбавлення вогню і води, тобто до страти, яка відбулася того ж року.